# 792 Metcalfia
792 Metcalfia هو كويكب، يقع ضمن حزام الكويكبات. اكتشف في 20 مارس 1907. وقد اكتشفه جويل هاستينغز ميتكالف.

## روابط خارجية
- 792 Metcalfia في قاعدة بيانات مختبر الدفع النفاث لأجرام النظام الشمسي الصغيرة

- الاكتشاف · مخطط المدار ·  العناصر المدارية · المعلمات المادية

- 792 Metcalfia على موقع ويكي سكاي: DSS2, SDSS, GALEX, IRAS, Hydrogen α, X-Ray, Astrophoto, Sky Map, Articles and images